# 긴카산섬

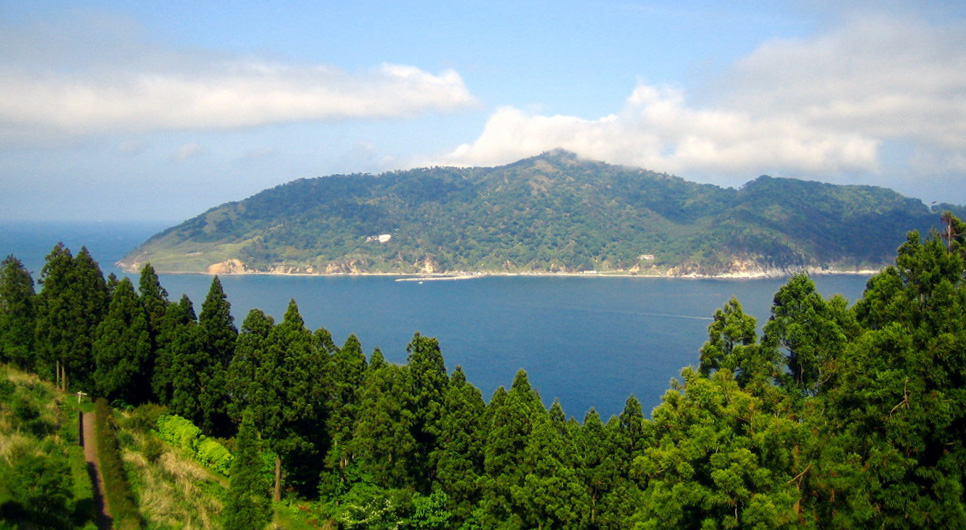

긴카산섬(金華山)은 일본 혼슈 도호쿠 지방 미야기현의 섬이다. 긴카산 해협을 사이에 두고 오시카반도와 마주보고 있다. 이 섬은 최고봉인 긴카산의 이름을 딴 섬이다. 이 섬 주변에는 타시로섬, 아지섬 등이 위치해 있다. 섬 전역이 산이며, 평지는 거의 없다. 해안에서부터 산 정상에 이르기까지 소나무와 해송, 전나무, 너도밤나무, 사슴, 일본원숭이 등이 서식한다. 이 섬의 최고봉은 445m이다.

## 같이 보기
- 미야기현
- 혼슈
- 도호쿠 지방